# Театр Садовского
Театр Николая Садовского в Киеве — первый украинский стационарный профессиональный театр, организованный в  1907 году труппой украинских артистов под руководством выдающегося деятеля культуры Николая Садовского. Труппа первоначально была собрана Садовским как передвижной театр в Полтаве в 1906 году. Театр проработал в здании Троицкого народного дома в Киеве до 1919 года, затем переехал в Винницу, далее в Каменец-Подольский. В 1920 году труппа распалась.
В составе труппы были: М. Заньковецкая, Л. Линицкая, Г. Борисоглебская, А. Затыркевич, О. Полянская, М. Малыш-Федорец, Е. Петляш, С. Тобилевич, Е. Хуторная, С. Стадникова, С . Бутовский, И. Загорский, А. Корольчук, Г. Маринич, Ф. Левицкий, И. Марьяненко, С. Паньковский, М. Петлишенко, Н. Богомолец-Лазурская (недолгое время работали Л. Курбас и И. Стадник); в оперном репертуаре: М. Литвиненко (Вольгемут), М. Микиша, И. Козловский и другие. Главный режиссёр М. Садовский, декораторы В. Кричевский и И. Бурячок; музыкальное оформление М. Лысенко и К. Стеценко; хормайстер, дирижёр и хореограф — Василий Верховинец, оперными спектаклями дирижировали Г. Елинек, А. Кошиц и П. Гончаров.
Основной репертуар — классика (Т. Шевченко, И. Карпенко-Карого, М. Кропивницкий, И. Котляревский, Старицкий, П. Мирный, И. Франко), которую Садовский периодически пополнял пьесами Леси Украинки («Каменный хозяин»), В. Винниченко («Молодая кровь», «Ложь»), Л. Старицкой-Черняховской («Гетман Дорошенко», «Крылья»), С. Черкасенко («О чём опилки шелестела», «Земля»), С. Васильченко («Куда дует ветер»), А. Олеся (этюды) и другие.
Репертуар обогатился также, хотя преимущественно без большого успеха, переводными пьесами: Г. Гаерманса («Гибель надежды»), А. Шницлера («Игры»), Я. Гордина («Мирель Эфрос»), О. Эрнста («Воспитатель Флаксман»), Гоголя («Ревизор»), А. Чехова («Медведь»), Г. Запольской («Нравственность пани Дульской»), Ю. Словацкого («Мазепа») и операми («Проданная невеста» Б. Сметаны, «Галька» С. Монюшко, «Сельская честь» П. Масканьи, «Энеида», «Утопленница», «Рождественская ночь» Н. Лысенко, «Роксолана» Д. Сичинского и др.).
С 1912 года В. Верховинец организовал в театре хореографические вечера, а в бытовых пьесах внедрил оригинальные образцы народных танцев. Театр ставя пьесы новой украинской драматургии, а также переводную классику Запада, завершил последний период безраздельного владения этнографически-бытового репертуара и в истории украинского театра занял переходное место между бытовым и модерным театром.